# Acronema cryptosciadium
Acronema cryptosciadium är en flockblommig växtart som beskrevs av Farille och P.K.Mukh. ined. Acronema cryptosciadium ingår i släktet Acronema och familjen flockblommiga växter. Inga underarter finns listade i Catalogue of Life.